# Computerspielemuseum Berlin
Il Computerspielemuseum Berlin (Museo dei giochi per computer di Berlino) è un museo fondato nel 1997. Fino al 2000, ebbe un'esposizione permanente a Berlino; successivamente, divenne un museo solo online. Nel 2011 riaprì nel quartiere di Berlino Friedrichshain nella Karl-Marx-Allee. Durante il primo mese  ebbe 12.000 visitatori.

## Progetti
Il museo è un partner cooperativo di due progetti di ricerca dell'Unione europea: il  Planets Project  (Preservation and Long-term Access through Networked Services) ed il Keeping Emulation Environments Portable.

## Riconoscimenti
Il museo ha vinto nel 2002 il premio Deutscher Kinderkulturpreis e nel 2017 il Deutscher Computerspielpreis nella categoria "Premio speciale".